# Большая Азавда
Большая Азавда (баш. Оло Асауҙы) — река в России, протекает по Челябинской области. Устье реки находится в 14 км по левому берегу реки Маниска. Длина реки составляет 13 км.

## Данные водного реестра
По данным государственного водного реестра России относится к Камскому бассейновому округу, водохозяйственный участок реки — Уфа от Нязепетровского гидроузла до Павловского гидроузла, без реки Ай, речной подбассейн реки — Белая. Речной бассейн реки — Кама.
Код объекта в государственном водном реестре — 10010201112111100020421.